# Ordonnanz (Gefechtsordnung)
Als Ordonnanz wurden im 16. und 17. Jahrhundert die Gefechtsaufstellungen des Fußvolks, teilweise auch die Aufstellung des gesamten Heeres bezeichnet. Ursprünglich vom französischen Begriff für die dazu erlassene Anordnung stammend, galt der Begriff bald auch für die eigentliche Gefechtsordnung.
Mit dem Niedergang der Ritterheere und dem Wiederaufstieg des Fußvolks ab Mitte des 15. Jahrhunderts kam es zu einschneidenden Veränderungen in der europäischen Taktik. Die neuartigen Festlegungen für die Aufstellung und das Zusammenwirken der verschiedenen Truppenkörper im Gefecht wurden als Ordonnanz bezeichnet. Je nach Herkunftsland, in dem die Gefechtsordnung entwickelt und eingeführt wurde, werden die Ordonnanzen unterschieden.

## Schweizer Ordonnanz
In der Schweizer Ordonnanz wurden die taktische Aufstellung der Landsknechte und das Zusammenwirken von Pikenieren und Hellebardieren im Gevierthaufen geregelt. Sie war die erste Ordonnanz dieser Art und sah noch keine Regelungen für das Zusammenwirken mit Musketieren oder Arkebusieren vor. Der Gevierthaufen bestand aus der Vorhut, den Gewalthaufen als stärksten Truppenkörpern und der Nachhut.
Die Einführung von Feuerwaffen für einzelne Soldaten (Pistolen, Gewehre), insbesondere ihre technische Verbesserung im 16. Jahrhundert und vor allem die Einführung der Muskete, führten zu einer weiteren grundlegenden Änderung in der europäischen Landkriegs-Taktik. Insbesondere die Einführung von Pistolen für die Kavallerie machte es den Reitern möglich, auf Pistolenschussweite an die Gewalthaufen heranzureiten und in sie hineinzufeuern, ohne in den Gefahrenbereich der Piken zu geraten. Einem solchen Angriff hatten die Gewalthaufen mit ihren Stangenwaffen nichts entgegenzusetzen. Die Pikeniere wurden nun durch Musketiere ergänzt, welche die schießende Kavallerie vertreiben konnten. Die Frage, wie diese beiden Arten des Fußvolks auf dem Gefechtsfeld zusammenwirken sollten, war Hauptgegenstand vieler Überlegungen im 16. und 17. Jahrhundert und der daraus entstandenen Ordonnanzen.

## Spanische Ordonnanz, Tercio
Sie wurde auch Burgundische Ordonnanz oder Katholische Ordonnanz genannt.
Die bedeutendste Neuerung der von Karl V. in Spanien ab 1536 eingeführten neuen Heeresorganisation bildeten die rund 3000 Mann starken Kampfverbände der Tercios. Dabei war ein anfänglich aus acht Kompanien bestehendes Pikenier-Geviert von einer tiefgestaffelten „Hecke“ aus zwei Kompanien Musketieren und/oder Arkebusieren umgeben. Die Musketiere/Arkebusiere standen im Feuerkampf mit der gegnerischen Infanterie und wurden von den Pikenieren insbesondere vor anreitender Kavallerie gedeckt.
Der Begriff der Spanischen Ordonnanz bezeichnet im engeren Sinn die schachbrettartige, gestaffelte Aufstellung mehrerer Tercios (vier als Brigade, mindestens sieben als Doppelbrigade). Im Lauf der Zeit verlor der Anteil der Stangenwaffen gegenüber den Feuerwaffen mehr und mehr an Gewicht. Die Niederlage in der Schlacht von Rocroi 1643 gegen ein modernes französisches Heer läutete in Spanien das Abrücken von der mittlerweile zu starren Gefechtsordnung ein. Nach dem Sieg der Bourbonen im Spanischen Erbfolgekrieg wurde dem Wandel 1714 auch nominell Rechnung getragen, indem das neue Regime die alten Tercios in moderne Regimenter nach französischem Modell transformierte.
Die Dienstgrade innerhalb der Tercio-Kompanien zählten bis einschließlich des Capitán (Hauptmann) zu den Oficiales Menores (Subalternoffiziere). Abhängig von Dienstalter und persönlicher Einsatzbereitschaft, konnte ein einfacher Soldat nach fünf Jahren zum Cabo (Unteroffizier) aufsteigen, nach einem weiteren Jahr zum  Sargento (Feldwebel), nach insgesamt acht Jahren zum Alférez (Fähnrich) und nach elf Jahren zum Capitán. Eine Beförderung darüber hinaus war für nichtadlige Soldaten ohne politische Beziehungen unwahrscheinlich.
Die Befehlsstruktur der Tercios oberhalb der Kompanieebene kennzeichnen spezielle Dienstgrade, die sich von denen in nicht national-spanischen Fußtruppen-Regimentern und anderen Truppengattungen (Kavallerie, Artillerie etc.) der spanischen Armeen unterschieden. Kommandeur eines Tercios war der Maestre de campo (wörtlich „Feldmeister“, vergleichbar einem Brigadegeneral oder Oberst). Ihm untergeben war der mit der Exerzierausbildung beauftragte Sargento Mayor (Obristwachtmeister); er war zugleich stellvertretender Kommandeur des Verbands. Ein Befehlshaber mehrerer Tercios zugleich hieß Maestre de campo general (General der Infanterie), seit 1540 der zweithöchste Dienstgrad der spanischen Armee. Der Sargento General („Generalfeldwachtmeister“) war sein Verwaltungsoffizier und Stellvertreter; ein oder mehrere  Generalstabsoffiziere (Teniente de Maestre de campo general, „Generalfeldmeister-Leutnant“; der Rang entspricht dem in habsburgischen Ländern später verbreiteten Feldmarschallleutnant) berieten und vertraten ihn in der Truppenführung. Die höheren Truppenoffiziere konnten auf Anforderung am Kriegsrat der Generale beratend teilnehmen. Die Ränge oberhalb des Capitán zählten zu den Oficiales Mayores (Stabsoffizieren) oder Cabos (etwa: „Chefs“); diese (mit Ausnahme des Sargento Mayor) wurden vom König oder dem Capitán general (Generalkapitän), dem Oberbefehlshaber der betreffenden Landstreitmacht, berufen.
Seit 1630 rangierte ein Gobernador de las Armas y Ejército („Heeres-Gouverneur“, stellvertretender Oberbefehlshaber der Heeres) zwischen dem Maestre de campo general und dem Generalkapitän; gegen 1640 bildete der Sargento General de Batalla (etwa Generalmajor) eine Stufe direkt oberhalb des einfachen Maestre de campo de tercio.
Die Besonderheit der spanischen Ordonnanz bestand nicht allein in der taktischen Aufstellung, die denen anderer zeitgenössischer Landheere ähnelte oder von diesen adaptiert wurde, sondern vor allem in der straffen Hierarchie und Organisation, die sie von den meist aus Söldnerheeren hervorgegangenen und sehr viel freier organisierten, oft im System der Kompanie- oder Regimentswirtschaft finanzierten Heeren anderer europäischer Mächte unterschied. Die Tercios waren die ersten stehenden, von Militärbeamten verwalteten und staatlich besoldeten Berufsarmeen der Neuzeit, und ihre Einführung stellte in diesem Sinn einen bedeutenden Schritt hin zum modernen Heereswesen dar.

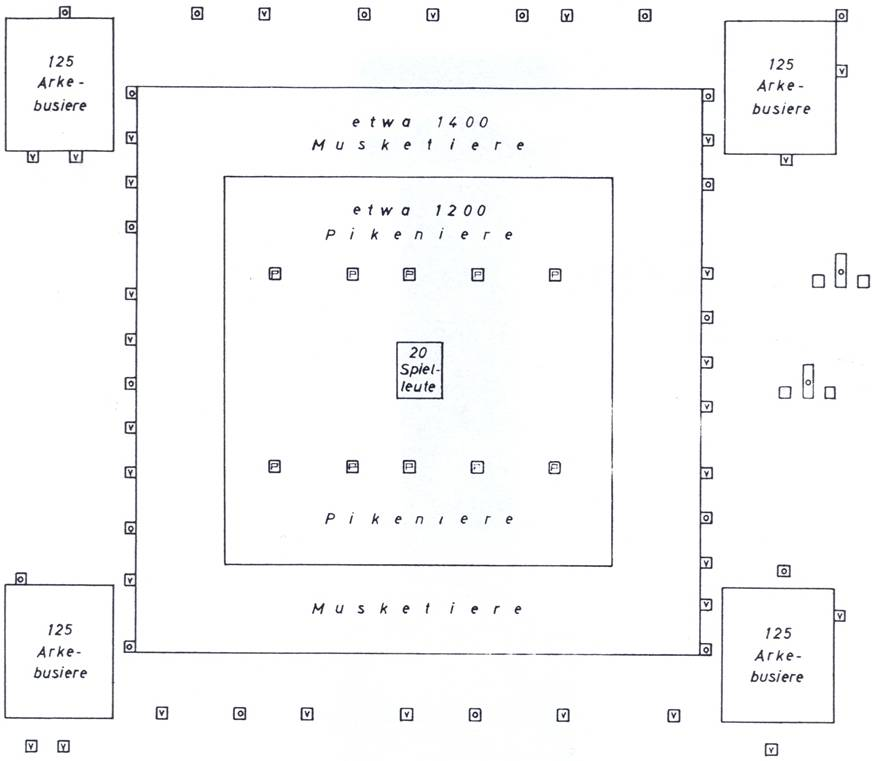
Schematische Darstellung eines Tercio
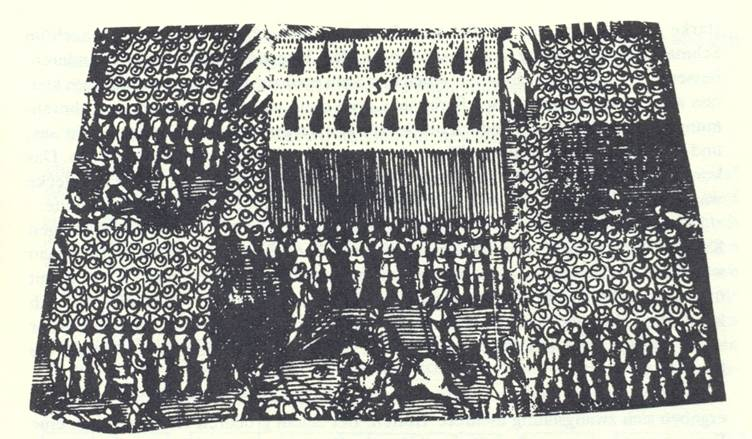
Tercio in einem Stich von Merian
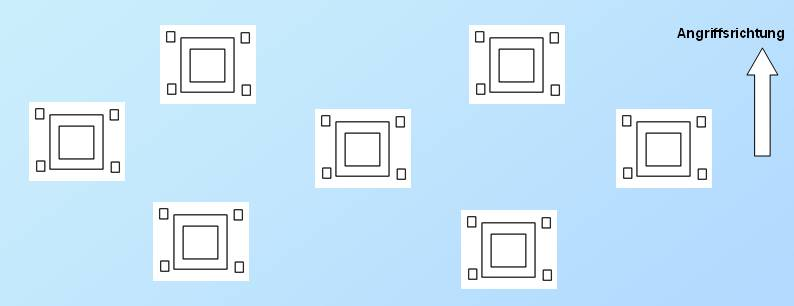
Spanische Doppelbrigade aus Tercios
Schlacht am Weißen Berg (1620); auf beiden Seiten sind von Musketieren umgebene Pikeniere erkennbar (Spanische Ordonnanz)

## Niederländische Ordonnanz

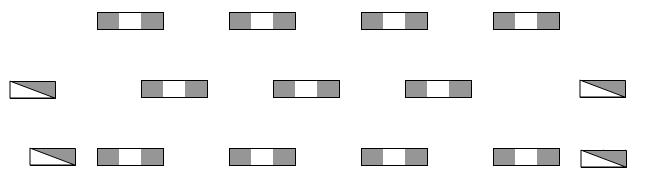
Troups = Halbregimenter in Treffen

Gegen Ende des 16. Jahrhunderts entwickelten die Niederlande im Rahmen der  Oranischen Heeresreform eine neue Gefechtsaufstellung, um vor allem die bei ihnen größere Zahl von Feuerwaffen besser einsetzen zu können. Die Musketiere wurden nun nicht mehr als Hecke um einen Gevierthaufen von Pikenieren gestellt, sondern beide Arten Fußvolk in jeder Einheit nebeneinander. Gewöhnlich so, dass die Pikeniere in der Mitte standen und auf beiden Flügeln Musketiere und Arkebusiere.

## Schwedische Ordonnanz

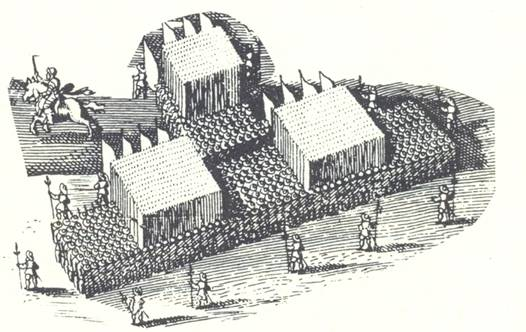
Schwedische Ordonnanz, Abbildung von Matthäus Merian im Theatrum Europaeum

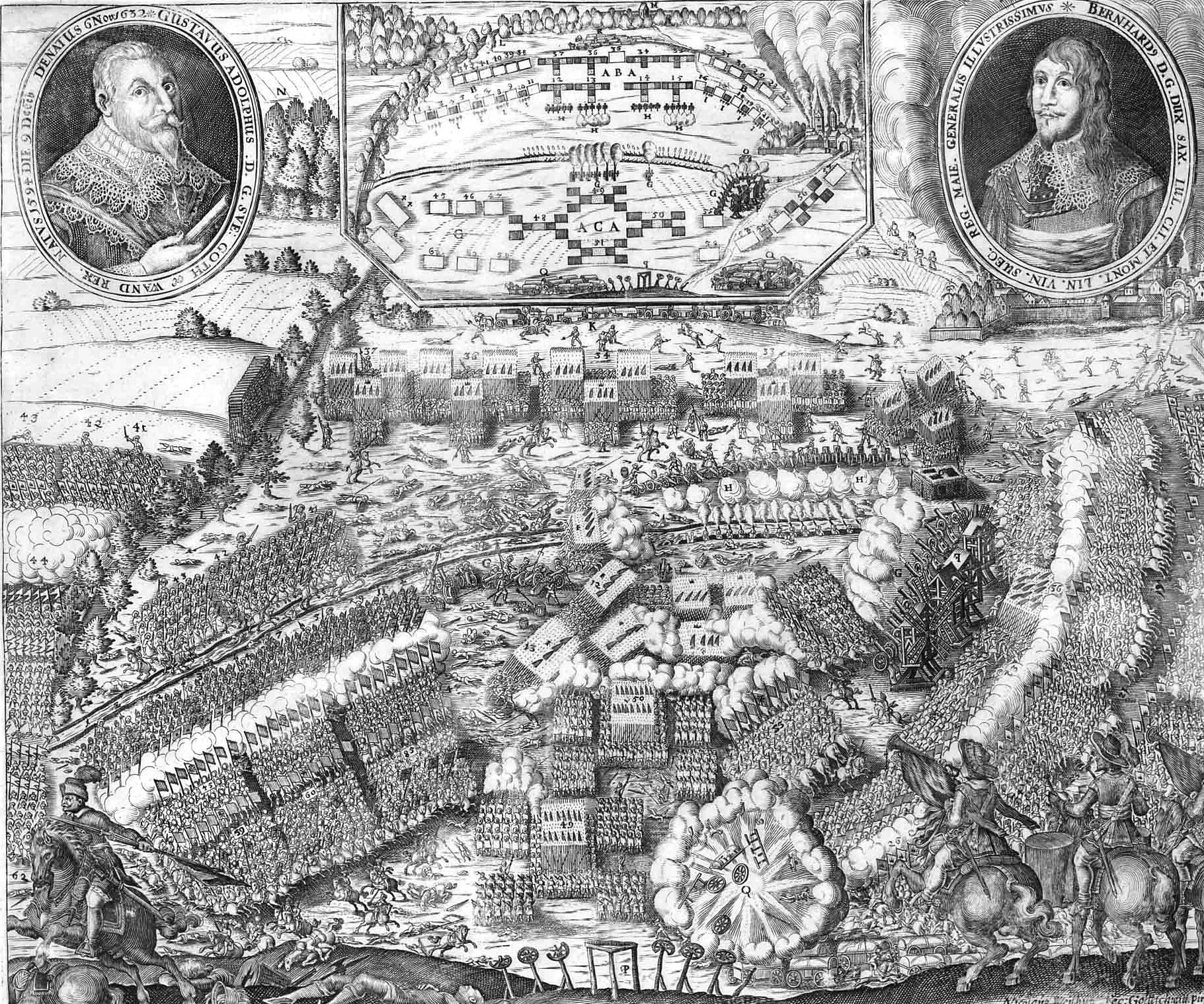
Schlacht bei Lützen (1632); die Pikeniergevierte haben an allen vier Ecken eine Musketierformation, sog. Bastionen (Schwedische Ordonnanz)

Im Dreißigjährigen Krieg entwickelte Gustav Adolf die Niederländische Ordonnanz weiter. Das Fußvolk wurde nicht mehr so stark nach der Tiefe gestaffelt und die Musketiere wurden in selbständigen Formationen zwischen oder hinter, im Laufe der Zeit jedoch auch immer mehr vor den Pikenieren aufgestellt. Diese Änderung war möglich geworden durch technische Verbesserungen an der Muskete und die Einführung militärischer Ausbildung in Form ständigen Drills. Zugleich war sie durch das stetige Anwachsen der Zahl der Musketiere bei gleichzeitigem Schrumpfen der Pikenierzahl in den Heeren notwendig geworden. Eine Folge war die Zurückdrängung des Nahkampfs und ein immer weiter in den Vordergrund des Kampfes tretendes Feuergefecht. Den entscheidenden Angriff auf den vom Geschütz- und Musketenfeuer geschwächten Gegner führten nicht mehr die Pikeniere, die allmählich vom Schlachtfeld verschwanden, sondern die Reiterei.

## Preußische Ordonnanz
Schon außerhalb der eigentlichen Zeit der Ordonnanzen wurden die Gefechtsformationen der Infanterie noch einige Zeit so bezeichnet. Ein Beispiel dafür ist die Preußische Ordonnanz aus der ersten Hälfte des 18. Jahrhunderts, die die taktische Aufstellung und Gliederung der preußischen Infanterie bezeichnete und als Vorläufer moderner Vorschriften gilt.
Danach wurde der Begriff Ordonnanz durch die Bezeichnungen Schlacht- oder Gefechtsordnung ersetzt.

## Französische Ordonnanz
Nachdem der Begriff eigentlich schon obsolet war, kam er noch einmal kurz auf, um die besondere Gliederung der napoleonischen Truppen in Divisionen und Armeekorps zu bezeichnen. Mit dem Begriff der französischen Ordonnanz wurde daher weniger die Aufstellung der Truppen bezeichnet als die Zusammenfassung verschiedener Truppengattungen (Infanterie, Kavallerie und Artillerie) in mehr oder weniger einheitlichen aber eben gemischten Truppenkörpern, die auch nicht mehr nur für das Gefecht gebildet wurden, sondern in Friedenszeiten als administrative Einheiten fortbestanden.